# Barrage Saint-Martin
Barrage Saint-Martin är en dammbyggnad i Kanada.   Den ligger i regionen Saguenay–Lac-Saint-Jean och provinsen Québec, i den östra delen av landet, 600 km nordost om huvudstaden Ottawa. Barrage Saint-Martin ligger 548 meter över havet. Den ligger vid sjöarna  Grand lac Croche och Petit lac Brassard.
Terrängen runt Barrage Saint-Martin är platt åt sydost, men åt nordväst är den kuperad. Terrängen runt Barrage Saint-Martin sluttar västerut. Trakten runt Barrage Saint-Martin är nära nog obefolkad, med mindre än två invånare per kvadratkilometer.. Det finns inga samhällen i närheten. 
I omgivningarna runt Barrage Saint-Martin växer i huvudsak barrskog.